# Naucleopsis inaequalis
Naucleopsis inaequalis är en mullbärsväxtart som först beskrevs av Adolpho Ducke, och fick sitt nu gällande namn av C. C. Berg. Naucleopsis inaequalis ingår i släktet Naucleopsis och familjen mullbärsväxter. Inga underarter finns listade i Catalogue of Life.